# Пафнутий Боровский
Пафну́тий Бо́ровский (в миру Парфе́ний; 1394—1477) — православный святой и монах.

## Биография
Парфений родился в сельце Кудинове Боровского уезда, был внуком крестившегося в православие татарского баскака Мартина. Родители мальчика, Иоанн и Фотиния, были людьми благочестивыми.
В 1414 году Парфений принял постриг с именем Пафнутий в Покровском монастыре на Высоком и впоследствии находился в послушании у Никиты Серпуховского — ученика преподобного Сергия Радонежского. Сам Пафнутий впоследствии стал учителем и наставником для другого известного церковного деятеля — Иосифа Волоцкого. Максим Грек, сторонник конкурирующего монашеского движения — нестяжательства, критиковал Пафнутия за то, что он «хлеб в люди давал… и на деньги росты имал, и люди и слуги держал, и судил, и кнутьем бил».
В 1444 году Пафнутием был основан монастырь у Боровска, при впадении реки Истерьмы в Протву.
Более 63 лет длился монашеский подвиг Пафнутия. О его жизни сохранилось два литературных документа, написанных его учениками: «Житие преподобного Пафнутия Боровского» Вассиана (Санина), епископа Ростовского, и «Сказание о кончине преподобного Пафнутия Боровского» старца Иннокентия.
Канонизирован Макарьевским собором в 1547 году. Память святого Пафнутия Боровского совершается в Православной церкви 1 (14) мая.
13 октября 2016 года в Боровске, недалеко от храма Покрова Пресвятой Богородицы на Высоком, Пафнутию Боровскому установлен бронзовый памятник.